# 사마지와디당
사마지와디당(Samajwadi Party, '사회당')은 인도의 사회주의 정당이다. 1992년 자나타 달이 분열되며 등장한 여러 지역 정당 중 하나로, 물라얌 싱 야다브에 의해 창당되어 주로 우타르프라데시주를 지지 기반으로 하고 있다. 창당 이래로 여러 차례 소속 정치인이 주총리로 집권한 우타르프라데시 주의 최대 정당이다.

## 같이 보기
- 인도의 정당
- 인도 국가개발 포괄동맹